# Storytelling (technique)
Pour les articles homonymes, voir Storytelling.
Le storytelling, également appelé mise en récit en France ou accroche narrative au Québec, est une méthode de communication fondée sur une structure narrative du discours qui s'apparente à celle des contes et des récits. 
Son emploi, notamment par les conseillers en communication politique dits façonneurs d’image, est controversé.

## Efficacité
La « mise en récit » de thèses saugrenues, de théories complotistes, d'arguments économiques ou sociopolitiques, contribue à les rendre plus crédibles. 
Cette manipulabilité des croyances fondée sur le récit est appelée « effet Othello » par le linguiste M. Piatelli Palmarini.
Dans les pays anglophones, le storytelling est surtout utilisé en communication d'entreprises en temps de crise. En France, il semble moins utilisé[réf. souhaitée], sauf dans certains secteurs (automobile, luxe, alimentation) où les consommateurs semblent rassurés par les entreprises faisant preuve de longévité. Les clients achètent moins un produit ou une marque s'ils n'adhèrent pas à son histoire.

## Storytellingpar domaine

### Communication
Le journaliste Patrice Bollon explique que le storytelling est né aux États-Unis dans les années 1990, gagnant le marketing, la gestion des entreprises et le monde politique.
Il consiste en l'application de procédés narratifs dans la technique de communication pour renforcer l'adhésion du public au fond du discours. On le trouve parfois traduit en français par communication narrative,. C'est une méthode en développement dans les domaines de la stratégie, du marketing et de la communication, de la direction et de la connaissance de la gestion d'entreprise. On assiste aussi à l'émergence du data storytelling, relié à la visualisation de données. Ce dernier permet de rendre accessible à plus d'individus la compréhension des données, notamment au sein d'une classe, d'un groupe, d'une entreprise.
Le storytelling consiste à essayer de faire naître au sein des organisations ou du public une ou plusieurs histoires à fort pouvoir de séduction et de conviction.[source insuffisante] Ces histoires, qui peuvent être de simples anecdotes ou des discours entiers, servent à faire passer, avec plus d'efficacité, des messages complexes (ou cachés), selon le principe que « l'émotion rend plus réceptif ».[source insuffisante]
Selon Steve Denning, qui a théorisé le storytelling en communication aux États-Unis et qui en est le représentant le plus connu, on se fondait traditionnellement sur une trilogie « reconnaissance d'un problème / analyse / préconisation d'une solution ». Cette façon de voir a désormais atteint ses limites avec le public moderne, souvent blasé par la publicité et la communication classiques. Le storytelling lui substitue une nouvelle trilogie : « capter l'attention / stimuler le désir de changement / et (dans un dernier temps seulement), emporter la conviction par l'utilisation d'arguments raisonnés »,. 
La méthode du « conte de faits » peut être utilisée par des entreprises ou personnages publics voulant communiquer sur leur image, ou dans le cadre de la conduite d'un changement, ou encore pour mobiliser en interne avant d'atteindre le grand public,. La plupart des grandes multinationales l'utilisent, comme Coca-Cola ou The Walt Disney Company, qui sont classées au palmarès Interbrand des marques les plus puissantes du monde. Elles trouvent là un élément de différenciation. Des PME peuvent aussi l'utiliser. Elle s'adresse tant aux entreprises ayant déjà une histoire – et qui peuvent donc l'utiliser – qu'à celles qui sont trop récentes pour en avoir une, mais qui peuvent détourner ou inventer d'autres histoires, créées en interne ou recueillies à l'extérieur – pour faire passer des messages. De ce fait, le storytelling peut être conté par l'entreprise elle-même ou par un consommateur : les « consommateurs sont coauteurs de l'histoire des entreprises ».

### Politique
Selon Christian Salmon, appliquer les recettes du marketing à la vie publique conduit à « une machine à fabriquer des histoires et à formater les esprits »,; les spin doctors, spécialistes du détournement de l'attention des électeurs par des « histoires » sans cesse renouvelées, appauvrissent la démocratie. Ce chercheur au CNRS explique que l'avènement du storytelling en politique s'est produit aux États-Unis avec l'arrivée au pouvoir de Ronald Reagan, et que ses successeurs l'ont perpétué, voire radicalisé. Le storytelling s'est ensuite propagé en Europe, dont en France, ce qu'il illustre en faisant référence à la campagne électorale de 2007. D'après lui, ses deux principaux protagonistes (Nicolas Sarkozy et Ségolène Royal) se sont surtout affrontés sur le terrain de leurs histoires personnelles et de leur capacité à mythifier celles-ci, plutôt que dans le domaine des idées. Cette dérive n'est possible qu'avec la complicité des médias et le rôle croissant des conseillers en communication. Cet exemple symbolise aux yeux de l'auteur les effets délétères du storytelling sur la démocratie.
Le film de fiction Des hommes d'influence (1998, avec Robert de Niro et Dustin Hoffman) illustre le storytelling en politique : les deux protagonistes, un spin doctor et un producteur de cinéma, inventent une guerre en manipulant les médias et la racontent aux téléspectateurs pour détourner l'attention des électeurs d'un scandale sexuel menaçant la réélection du président des États-Unis d'Amérique.
Les personnalités, think tanks (souvent financés par le monde de l'industrie et de la finance) et groupes politiques utilisent fréquemment le storytelling, par exemple sur scène, au micro ou à l'écran via les étapes suivantes : prolepse, prémisses argumentatifs, entrée du héros (l'orateur), conclusion, puis appel à agir. 
Des lanceurs d'alerte (Christopher Wylie en 2018 notamment, ou encore Shahmir Sanni) ont en outre montré que, depuis les années 2010, l'usage caché d'algorithmes sophistiqués, voire d'intelligence artificielle permet à des entreprises comme Aggregate IQ d'individualiser le storytelling et d'alors doper son efficacité tout en le rendant encore plus discret, permettant de manipuler des masses importantes d'électeurs. Ceci semble avoir par exemple été le cas lors des campagnes électorales de Donald Trump, et cela a été le cas lors du référendum sur l'appartenance du Royaume-Uni à l'Union européenne (qui a abouti au Brexit). Les logiciels d'Aggregate IQ (au Canada) ont pu élaborer des profils psychologiques individuels à partir de millions de données personnelles. Ces données ont été trouvées dans le Big data et à partir de données personnelles volées à de plus de 90 millions d'internautes sur Facebook par Cambridge Analytica. Ensuite des messages ciblés ont pu être produits par type de profil psychologique, et envoyés dans les médias ou via les réseaux sociaux aux internautes et électeurs susceptibles de faire basculer le vote dans le sens voulu par le financeur (Vote Leave, via Darren Grimes dans le cas du vote ayant produit le Brexit),,.
Le storytelling est ainsi utilisé à des fins de falsification du réel et de création de "réalités alternatives" ou "réalités prétendues" qui se déploient comme des univers narratifs, des "récits-mondes" ou "storyworlds" .

### Vente
L'argumentation classique (basée sur la logique) cherche à rapidement faire émerger une problématique suivie d'une analyse et d'une proposition de résolution, alors que le storytelling capte l'attention du prospect par une « histoire ». Captivé, le prospect est entrainé par ses émotions, et sera d'autant plus apte à s'approprier le message ; il s'y voit comme acteur à part entière.